# Rochefortia cubensis
Rochefortia cubensis är en strävbladig växtart som beskrevs av Nathaniel Lord Britton och P. Wils. Rochefortia cubensis ingår i släktet Rochefortia och familjen strävbladiga växter. Inga underarter finns listade i Catalogue of Life.